# Хармон (округ)
Округ Хармон (англ. Harmon County) располагается в штате Оклахома, США. Официально образован в 1909 году. По состоянию на 2013 год, численность населения составляла 2 869 человек.

## География
По данным Бюро переписи США, общая площадь округа равняется 1395 км2, из которых 1393 км2 суша и 3,885 км2 или 0,3 % это водоёмы.

## Население
По данным переписи населения 2000 года в округе проживает 3 283 жителей в составе 1 266 домашних хозяйств и 863 семей. Плотность населения составляет 2,00 человека на км2. На территории округа насчитывается 1 647 жилых строений, при плотности застройки около 1,00-го строения на км2. Расовый состав населения: белые — 72,65 %, афроамериканцы — 9,78 %, коренные американцы (индейцы) — 1,13 %, азиаты — 0,18 %, гавайцы — 0,03 %, представители других рас — 14,32 %, представители двух или более рас — 1,92 %. Испаноязычные составляли 22,78 % населения независимо от расы.
В составе 30,20 % из общего числа домашних хозяйств проживают дети в возрасте до 18 лет, 55,70 % домашних хозяйств представляют собой супружеские пары проживающие вместе, 9,20 % домашних хозяйств представляют собой одиноких женщин без супруга, 31,80 % домашних хозяйств не имеют отношения к семьям, 29,00 % домашних хозяйств состоят из одного человека, 17,50 % домашних хозяйств состоят из престарелых (65 лет и старше), проживающих в одиночестве. Средний размер домашнего хозяйства составляет 2,47 человека, и средний размер семьи 3,03 человека.
Возрастной состав округа: 25,90 % моложе 18 лет, 7,90 % от 18 до 24, 24,10 % от 25 до 44, 21,10 % от 45 до 64 и 21,10 % от 65 и старше. Средний возраст жителя округа 40 лет. На каждые 100 женщин приходится 94,10 мужчин. На каждые 100 женщин старше 18 лет приходится 89,80 мужчин.
Средний доход на домохозяйство в округе составлял 22 365 USD, на семью — 29 063 USD. Среднестатистический заработок мужчины был 21 530 USD против 16 658 USD для женщины. Доход на душу населения составлял 13 464 USD. Около 23,50 % семей и 29,70 % общего населения находились ниже черты бедности, в том числе — 38,20 % молодёжи (тех, кому ещё не исполнилось 18 лет) и 19,90 % тех, кому было уже больше 65 лет.